# 대딸방
대딸방은 한국의 유사 성행위 업소를 지칭하는 말이다.
성매매 알선 등 행위의 처벌에 대한 법률(성매매 특별법) 의해 불법이며 구속대상이다. 경찰의 단속에도 불구하고 전국 각지에 음성적으로 영업을 하고 있으며 스포츠 마사지 혹은 남성 휴게실등의 간판을 걸고 영업을 하는 경우가 많다.

## 형태
보통 조명이 어두운 개인 독방에서 이루어지며 스포츠 마사지로 위장하는 경우 스포츠 마사지를 먼저 해준다. 가격은 일반 스포츠 마사지보다 비싸며 이는 지역에 따라 다르다. 마사지가 끝나면 고객에게 핸드잡을 해주며 이때 성적 접촉은 이루어지지 않는다. 초기에는 대학생이 종사하는 것으로 알려졌으나 실제로는 윤락여성들이 종사하는 경우가 대부분이다.

## 성병 전염 가능성
생식기 간의 접촉이 없으며 손은 점액을 분비하지 않으므로 성병전염위험은 다른 유사 성행위에 비해 지극히 낮다. 그러나 손에 상처가 있고 상처에 정액이나 병이 있는 부위에 접촉을 하면 감염이 될 수 있으므로 완전히 안전하다고 볼 수는 없다.

## 법적 논란
2005년 11월 29일 수원지방법원 성남지원 형사2단독(정종관 부장판사)은 여종업원을 고용하여 대딸방을 운영해온 오모씨에 대하여 무죄를 선고했다. 성매매처벌법에 따르면 "불특정인을 상대로 재산상의 이익을 받고 성교행위, 유사성교행위를 하거나 그 상대방이 되는 것"을 성매매라고 정의하고 있는데 이 유사성교행위가 무엇인가의 정의가 쟁점이었다. 법적인 정의로"구강·항문 등 신체의 일부 또는 도구를 이용"한 경우를 유사성교행위로 정의하고 있었으며, 1심 법원은 죄형법정주의를 중시하여 무죄를 선고하였다.
- 대딸방에서 사용되는 용역 제공자의 신체부위가 성교행위, 구강성교, 항문성교와는 상당히 다른 의미를 가지는 신체부위인 점
- 행위 자체를 직접적으로 주도하는 사람이 용역의 구매자가 아니라 제공자인 점
- 용역 제공자가 반복되는 용역제공 과정에서 성병 등에 걸릴 위험성이 그다지 높다고 할 수 없다는 점

정판사는 "성교행위·구강성교·항문성교와 유사하게 평가되는 행위로서, 개별적인 용역 제공자의 구체적인 의사에 반하여서까지 형사처벌에 의하여 금지하여야 할 행위라고는 볼 수 없다"고 결론을 내렸다.
그러나 2심에서 원심을 취소하고 유죄의 판결을 내렸으며 대법원도 유죄판결을 확정하여 현행 성매매특별법상 유사성행위로 처벌되고 있다.

## 같이 보기
- 안마
- 키스 알바